# Luci Lusci
Luci Lusci (en llatí Lucius Luscius) era un centurió romà del segle i aC.
Es va destacar en temps de la guerra entre Gai Mari i Sul·la pels seus crims i per la riquesa que va adquirir expropiant a les seves víctimes. L'any 81 aC el van acusar per tres assassinats, però no es va produir la seva condemna fins al 61 aC.